# Manchester (Michigan)
Manchester város az Amerikai Egyesült Államok Michigan államában, Washtenaw megyében. Lakosainak száma 2037 fő (2020. április 1.).

## Népesség
A település népességének változása:

| 2010 | 2 091 |
| 2020 | 2 037 |